# Maria Alice Luz
Maria Alice, nome artístico de Maria Alice da Luz é uma cantora, fadista e poetisa portuguesa. Nasceu em Poço de Santana, freguesia de Cercal do Alentejo a 17 de abril de 1941. É conhecida pelo seu trabalho musical e poético entre o popular e o erudito.
Apesar de não ter completado a instrução primária, dedicou-se à leitura nos intervalos das tarefas campestres, tornando-se uma autodidata com um grande poder de observação. Antes do 25 de Abril, Maria Alice já escrevia poesia, mas a revolução trouxe um novo vigor à sua escrita, permitindo-lhe expressar com mais liberdade suas ideias e sentimentos.
Alguns dos seus maiores êxitos inclui "Abro a Minha Janela" que vendeu mais de 550 mil cópias, e "Gosto da Raça Cigana (Gostava de Ser Cigana)".

### Discografia[7][8]
| Ano  | Álbum                                                       |
| ---- | ----------------------------------------------------------- |
| 1990 | Abro A Minha Janela                                         |
| 1991 | Um Cantando Outro Tocando                                   |
| 1991 | Jovem De 80 Anos                                            |
| 1992 | Vais Voltar                                                 |
| 1994 | Maria Alice                                                 |
| 1995 | Meu Pai Que Estás Velhinho                                  |
| 1997 | Meus Tempos De Criança                                      |
| 2000 | Viva o Zé Maria                                             |
| 2001 | Roubei Mas Foi Por Amor                                     |
| 2001 | A Pintainha Do Zé                                           |
| 2002 | Encantos Do Meu Alentejo                                    |
| 2003 | Saias                                                       |
| 2004 | O Pastor E A Aurora                                         |
| 2004 | Nova Aldeia Da Luz                                          |
| 2004 | O Alentejo É Bonito                                         |
| 2005 | Não Queimem O Alentejo (Portugal Foi O Berço Onde Eu Nasci) |
| 2005 | Alentejo Sorrindo                                           |
| 2007 | O Passarinho É Cantor                                       |
| 2010 | Nascer Do Sol É Vida                                        |